# 権藤貫一
権藤 貫一（ごんどう かんいち、弘化元年12月（1845年） - 大正4年（1915年）1月10日）は、日本の政治家。衆議院議員、長野県知事。玄洋社社員。

## 経歴
筑前国早良郡（現福岡県福岡市）生まれ。糟屋郡など複数の郡長を歴任後、政治結社「福岡玄洋社」に属し、第1回、第4回衆議院議員総選挙に当選。第2次松方内閣で1897年、長野県知事に登用された。長野県上水内郡芹田村（現・長野市）に農事試験場を開設し、県内19箇所に蚕種検査所を設置して蚕病の取締に着手、小県郡に蚕種同業組合を設立した。森林法による地方森林会や、農工銀行などの創設にあたった。

## 栄典
- 1897年（明治30年）5月31日 - 正五位[3]